# Llista de municipis del districte de Poltár
Llista de tots els municipis del districte de Poltár de la regió de Banská Bystrica.
Informació actualitzada per un bot. Els canvis manuals es perdran quan s'actualitzi!
| Escut | Municipi             | Població | Superfície km² | Densitat | Altitud | Codi postal                        | Codi territorial | Dades a Wikidata              |
| ----- | -------------------- | -------- | -------------- | -------- | ------- | ---------------------------------- | ---------------- | ----------------------------- |
|       | Breznička            | 744      | 9,2            | 80,89    | 227     | 985 02                             | SK0327511269     | Modifica les dades a Wikidata |
|       | Cinobaňa             | 1.964    | 39,2           | 50,06    | 432     | 985 22                             | SK0327511315     | Modifica les dades a Wikidata |
|       | Hradište             | 226      | 14,5           | 15,57    | 302     | 985 25 (pošta Uhorské)             | SK0327511447     | Modifica les dades a Wikidata |
|       | Hrnčiarska Ves       | 936      | 25,8           | 36,31    | 236     | 980 13                             | SK0327514900     | Modifica les dades a Wikidata |
|       | Hrnčiarske Zalužany  | 812      | 6,1            | 133,13   | 223     | 980 12                             | SK0327514918     | Modifica les dades a Wikidata |
|       | Kalinovo             | 2.253    | 39,4           | 57,16    | 207     | 985 01                             | SK0327511471     | Modifica les dades a Wikidata |
|       | Kokava nad Rimavicou | 2.703    | 66,3           | 40,79    | 329     | 985 05                             | SK0327511498     | Modifica les dades a Wikidata |
|       | Krná                 | 49       | 14             | 3,49     | 318     | 985 25 (pošta Uhorské)             | SK0327511501     | Modifica les dades a Wikidata |
|       | Mládzovo             | 122      | 8              | 15,29    | 235     | 985 02 (pošta Breznička)           | SK0327511617     | Modifica les dades a Wikidata |
|       | Málinec              | 1.393    | 50             | 27,86    | 527     | 985 26                             | SK0327511595     | Modifica les dades a Wikidata |
|       | Ozdín                | 274      | 15,2           | 18,01    | 286     | 985 24 (pošta Rovňany)             | SK0327511684     | Modifica les dades a Wikidata |
|       | Poltár               | 5.123    | 30,5           | 167,81   | 242     | 987 01                             | SK0327511765     | Modifica les dades a Wikidata |
|       | Rovňany              | 239      | 9,6            | 24,88    | 237     | 985 24                             | SK0327511820     | Modifica les dades a Wikidata |
|       | Selce                | 119      | 24,4           | 4,88     | 255     | 980 13 (pošta Hrnčiarska Ves)      | SK0327515515     | Modifica les dades a Wikidata |
|       | Sušany               | 420      | 12,9           | 32,49    | 219     | 980 12 (pošta Hrnčiarske Zalužany) | SK0327515591     | Modifica les dades a Wikidata |
|       | Uhorské              | 494      | 24,6           | 20,08    | 279     | 985 25                             | SK0327511978     | Modifica les dades a Wikidata |
|       | Utekáč               | 825      | 26,9           | 30,69    | 402     | 985 06                             | SK0327580317     | Modifica les dades a Wikidata |
|       | Veľká Ves            | 410      | 9,8            | 41,82    | 204     | 985 01 (pošta Kalinovo)            | SK0327512001     | Modifica les dades a Wikidata |
|       | Zlatno               | 439      | 0,4            | 1.215,21 | 370     | 985 03 (pošta České Brezovo)       | SK0327582051     | Modifica les dades a Wikidata |
|       | České Brezovo        | 435      | 38,7           | 11,25    | 451     | 985 03                             | SK0327511340     | Modifica les dades a Wikidata |
|       | Ďubákovo             | 84       | 6,4            | 13,14    | 820     | 985 07 (pošta Šoltýska)            | SK0327557323     | Modifica les dades a Wikidata |
|       | Šoltýska             | 71       | 4,4            | 16,17    | 743     | 985 07                             | SK0327511889     | Modifica les dades a Wikidata |